# Edmondo Della Valle
Edmondo Della Valle (né le 16 novembre 1904 à Arce et mort le 4 décembre 1981) est un footballeur italien, qui jouait en tant que milieu offensif.

## Biographie

### Juventus
Il fait ses débuts avec le club de la Juventus lors d'un match contre l'AC Reggiana le 30 septembre 1928 qui se termine sur un score nul (2-2). Il joue son dernier match contre Modène le 20 avril 1930 au cours d'une défaite 2-1.
Durant ses deux seules saisons bianconere, il dispute en tout 15 match et inscrit 2 buts.

### Statistiques
| Saison         | Club           | Championnat         | Championnat | Championnat |
| Saison         | Club           | Compétition         | Matchs      | Buts        |
| -------------- | -------------- | ------------------- | ----------- | ----------- |
| 1928-1929      | Juventus       | Divisione Nazionale | 9           | 1           |
| 1929-1930      | Juventus       | Serie A             | 6           | 1           |
| Total Juventus | Total Juventus |                     | 15          | 2           |
| Total carrière | Total carrière |                     | 15          | 2           |